# Fédération néerlandaise de football professionnel
La Fédération Néerlandaise de Football Professionnel (Nederlandse Beroep Voetbalbond en abrégé NBVB) était une association créée ouvertement comme rivale de la KNVB. Elle eut une existence brève (11 mois) mais déterminante.

## Histoire
Au début des années 1950, le football est bien implanté aux Pays-Bas qui dès 1898 disposèrent d'une fédération nationale, la KNVB. Cependant, après 60 ans d'existence la KNVB ne fait plus l'unanimité. À l'instar de plusieurs de ses consœurs européennes, la vieille fédération n'est pas encline à franchir le pas du professionnalisme. À l'époque, de nombreux joueurs prennent la direction de leurs affaires pour monnayer leurs talents. Les résultats de l'équipe des Pays-Bas de football sont anecdotiques. Pas inscrite pour l’édition de 1950, elle n'a pas su se qualifier pour le mondial 1954 en Suisse.
Plusieurs responsables de clubs ont introduit des demandes afin que le Betaald voetbal deviennent réalité. Mais la KNVB fait la sourde oreille et rien de concret n'est fait.

### Match caritatif comme élément déclencheur
Au printemps 1953, la partie occidentale des Pays-Bas, principalement la Zélande, est ravagée par de terribles inondations qui font plus de 2 500 victimes humaines, provoquent la mort de 10 000 animaux et détruisent plus de 10 000 habitations.
À l'initiative des joueurs Bram Appel et de Theo Timmerman, tous deux expatriés en France, respectivement au Nîmes Olympique et au Stade de Reims, un match de charité est planifié. Il consiste en une rencontre internationale entre les joueurs néerlandais professionnels de l'étranger et la France. La rencontre « officieuse » est programmée le 12 mars 1953 au Parc des Princes à Paris. Plus de 8 000 supporters néerlandais effectueront le déplacement.  Les Pays-Bas remportent le match 1–2.
De son côté, la KNVB prend mal cette initiative et en accord avec le « fonds des calamités » local, organise son propre match de charité. Le 7 mars 1953, les Oranjes « officiels » s'inclinent 1–2 contre le Danemark.

### BNVB, la rivale déclarée
La situation « ubuesque » de ces deux rencontres acheva de convaincre les derniers réticents de l'importance de franchir le pas vers le betaald voetbal. Alors que la KNVB reste de marbre, est créée en décembre 1953, la BNVB. Rapidement composée de 10 clubs, cette rivale de la KNVB lance un premier championnat professionnel à l'automne 1954. La toute première rencontre amicale entre deux entités ouvertement professionnelles se déroule le 14 août 1954 entre Alkmaar et Venlo SC '54. Dans le cadre des festivités commémorant les 700 ans de la ville d'Alkmaar, 13 000 spectateurs assistent à la victoire de l'équipe locale 3–0.

### Fusion
La fédération officielle aux yeux des instances internationales commence son championnat habituel en ayant, entretemps, autorisé le professionnalisme dans sa plus haute division (Eerste Klasse, articulée en 4 groupes). Un accord est trouvé rapidement, et le 25 novembre 1954, la KNVB et la NBVB s'entendent pour fusionner. Les deux championnats parallèles sont arrêtés et une nouvelle compétition commune est organisée.
Six clubs de l’éphémère BNVB disparaissent, par le biais de fusions : Den Haag, Rapid '54, BVC Rotterdam, Twentse Profs, Utrecht et Venlo SC '54.
Le premier champion « professionnel » des Pays-Bas est Willem II en 1955. La saison suivante, la compétition reçoit le nom de Hoofdklasse et est remportée par le Rapid JC de Kerkrade. Ce club aujourd'hui disparu était issu de la fusion du Juliana (KNVB) et du Rapid '54 (BNVB). En 1962, le Rapid JC fusionne avec Roda Sport pour former Roda JC.
À partir de l'exercice 1956–1957, la plus haute division néerlandaise prend l'appellation de Eredivisie (division d'honneur).

## Clubs fondateurs de la NBVB

### Liste des clubs
Tous les clubs prenant part à la compétition organisée par la NBVB sont fondés spécialement pour l'occasion.
- Alkmaar '54
- BVC Amsterdam
- Den Haag
- Fortuna ’54
- De Graafschap
- Rapid '54
- BVC Rotterdam
- Twentse Profs
- Utrecht
- SC Venlo '54

### Fusions
Avec la fusion des championnats  KNVB-BNVB, six des clubs de la NBVB disparaissent dans diverses fusions.
Dès novembre 1954, BVC Rotterdam et Den Haag fusionnent pour devenir Holland Sport (nl), Rapid '54 fusionne avec Juliana pour former le Rapid JC, SC Venlo '54 fusionne avec VVV ce qui fait que VVV est temporairement rebaptisé Sportclub VVV ’03, et BVC Utrecht est absorbé par Elinkwijk.
Twentse Profs envisage d'abord une fusion avec De Graafschap avant de se raviser, mais de nombreux joueurs rejoignent néanmoins ce dernier. Le club fusionne enfin avec HVV Tubantia en juillet 1955 et disparaît.
Le 2 juillet 1958, BVC Amsterdam fusionne avec DWS. Des supporters du BVC Amsterdam mécontents de cette fusion vont fonder leur propre club, De Zwarte Schapen, qui deviendra plus tard, indirectement, Almere City.
Le 30 juin 1967, Alkmaar '54 fusionne avec le FC Zaanstreek et devient l'AZ Alkmaar.
Fortuna '54 (nl) fusionne le 1er juillet 1968 avec le RKSV Sittardia pour former le Fortuna Sittard.
Seul De Graafschap existe toujours de manière indépendante.

## Sources
- Article du journal L'Équipe du 13/03/1953.